# Benigno Ghirardi
Benigno Ghirardi, noto anche con lo pseudonimo di Bernardo Ghigini ((FR)  Bénigne; Regno di Napoli, XVII secolo – Savona, 1714), è stato un monaco cristiano, letterato e teologo italiano.

## Biografia
Non sono note informazioni sulla sua vita. Professò nell'Ordine certosino, presso la certosa di Padula (in provincia di Salerno). Si trasferì poi alla certosa di Genova, dove pubblicò la maggior parte dei suoi libri, nel 1678. Morì quale procuratore nella certosa di Loreto a Savona, nel 1714. Il suo decesso fu ricordato nel capitolo generale certosino di quell'anno.

## Opere
Ghirardi fu autore di testi sotto lo pseudonimo di Bernardo Ghigini, anagramma del suo nome:
- Mistiche lezioni sopra le sette parole che Giesu Christo disse nella cathedra delle Croce (Genova, 1678)
- Vita mortis abscondita, sive mystica dissertatio in illud divi Pauli Ap. ad Colossenses (Genova, 1678)
- Resurrectio Perfectorum, sive mystica enarratio de resurrectione fidelis animæ ad vitam supereminentem sub figura Lazari a Bethania (Genova, 1682)
- Lux nova per incarnati Verbi mysterium, sive mystica elucidatio de intima et arcana divini Verbi nativitate in essentia animæ nostræ (Jesi, 1683)
- Propositio sanctæ Catharinæ Adorno Genuensis mystico-theologica elucidata: Mi sento perduto la fede in tutto, e la speranza morte (Genova, 1683)